# James Francis Macbride
Pour les articles homonymes, voir MacBride.
 (juillet 2023).
Si vous disposez d'ouvrages ou d'articles de référence ou si vous connaissez des sites web de qualité traitant du thème abordé ici, merci de compléter l'article en donnant les références utiles à sa vérifiabilité et en les liant à la section « Notes et références ».
James Francis Macbride (1892 - 1976) était un botaniste américain.
Il a travaillé à l'université Harvard. Il était spécialisé dans les Ptéridophytes et les Spermatophytes.
Un certain nombre de plantes portant des noms comme Macbridea, macbrideii, macbrideana, macbrideanum, macbrideanus lui rendent hommage.

## Ouvrage
- Flora of Peru, 1936